# Смоленско-Московско възвишение
Смолѐнско-Моско̀вското възвишение (на руски: Смоленско-Московская возвышеность) е обширно възвишение в централната част на Източноевропейската равнина, простиращо се на територията на Смоленска, Московска, Владимирска и Ярославска област в Русия и на Витебска област в Беларус.
Дължината му от югозапад на североизток е около 600 километра, а ширината му е до 130 км. Състои се от 2 обособени възвишения – Смоленско на югозапад и Московско на североизток.

## Смоленско възвишение
Смоленското възвишение се простира на протежение от 320 км от град Орша на югозапад до изворите на реките Воря и Москва на североизток, разположено на територията на Смоленска област, Русия и Витебска област, Беларус. Максималната височина е 319 метра (55°20′13″ с. ш. 34°05′55″ и. д. / 55.336944° с. ш. 34.098611° и. д.), разположена в района на село Пекарево, северозападно от град Вязма, Смоленска област. В западната си част възвишението е изградено от девонски доломити и варовици, а източно от град Смоленск – от карбонски варовици, глини и мергели. В по-голямата част от възвишението преобладава моренно-ерозионният релеф, а на северозапад – хълмисто-ридовият релеф. От него водят началото си река Днепър с притоците си Воп, Сож, Десна и др.; Каспля (ляв приток на Западна Двина) и др.; Угра (ляв приток на Ока) и др. Покрито е със смесени широколистно-смърчови гори, развити върху ливадно-средноподзолисти почви.

## Московско възвишение
Московското възвишение се простира на протежение от 280 км от изворите на реките Воря и Москва на югозапад до горното течение на река Колокша (ляв приток на Клязма) на североизток, разположено на територията на Московска, Владимирска и Ярославска област. Максималната височина е 310 м (55°29′40″ с. ш. 35°22′40″ и. д. / 55.494444° с. ш. 35.377778° и. д.), разположена в района на село Калужко, в западната част на Московска област. Изградено е основно от пясъчноглинести седименти с кредна и юрска възраст, препокрити с ледникови наслаги. Преобладава ерозионно-моренният релеф. От него водят началото си реките Протва, Москва и Клязма (леви притоци на Ока); Шоша, Сестра, Дубна и Нерл (десни притоци на Волга). Покрито е със смесени гори (бреза, осика, смърч).